# Dal Niente de Lachenmann
Dal Niente (Intérieur III) est une pièce pour clarinette seule composée par Helmut Lachenmann en 1970 et constitue la troisième partie du cycle Intérieurs.

## Histoire
Une note de programme indique :

« Dal niente est le troisième volet de la série des Intérieurs. Le titre – un terme musical indiquant une évolution sonore partant « de rien » –, invite à l'écoute de sonorités infimes.
Plongée d'emblée dans une musique virtuose qui semble extraite d'une cadence classique, la perception est troublée, comme voilée par le mode de jeu extrêmement ténu qu'adopte l'instrumentiste, auquel se mêlent des irruptions en sons ordinaires qui, paradoxe de l'audition, semblent bientôt agressifs, déplacés. Cette agitation quasi fébrile va se dissoudre peu à peu, en même temps que disparaissent les fragments en notes « réelles », pour laisser la place à des souffles – dans l'instrument ou sur le bec, en expirations/inspirations – dont le discours s'organise et se substitue au mouvement virtuose, comme si celui-ci ne menait nulle part et s'épuisait de sa propre incertitude.
Ces souffles marquent le « vrai » départ de l'œuvre après lequel se déploie tout le registre des sonorités « extra-instrumentales » propres à la musique de Helmut Lachenmann, dans un discours en perpétuelle élaboration, au sein duquel le son ordinaire pourra réapparaître dans de longues tenues figées, comme purifiées.
Ce jeu avec les sonorités prend ici une force nouvelle, tant ses implications corporelles sont perceptibles chez le clarinettiste : le souffle n'est plus seulement une qualité de son, il est aussi une matérialisation de la respiration de l'instrumentiste. »

— François Bohy, programme du Festival d'automne à Paris, cycle Helmut Lachenmann.
Alain Damiens précise au sujet de son travail avec le compositeur : « Dal Niente est une pièce qui dure 17 minutes, avec quelques bruits de clés, et quelques sons très timbrés : en travaillant, il cherchait et je cherchais avec lui toute la palette possible de souffles différents, avec un timbre et une couleur spécifique à chacun. Par exemple, je jouais une descente chromatique dans un murmure, presque uniquement avec les clés, comme dans une chambre sourde où il y a un silence complet et où l'on entend juste un timbre ;... »

## Enregistrements
- Helmut Lachenmann : Wiegenmusik; Pression (de) ;  Dal niente ; Allegro sostenuto  - Pierre-Laurent Aimard ; Pierre Strauch ; Alain Damiens (1003, Accord  202082, 1994)
- Armand Angster : Solo clarinet[3], œuvres en première mondiale: Dikha (2001) de Christophe Bertrand, Sinolon (2000) de Alberto Posadas, High (2005) de Ivan Fedele et Art of Metal II (2007) de Yann Robin , pièces en solo : Time and motion study I (1971-1977) de Brian Ferneyhough et Dal Niente (intérieur III)  (1970) de Helmut Lachenmann (Triton, 2017).